# Richmond, British Columbia

Karta över Richmond

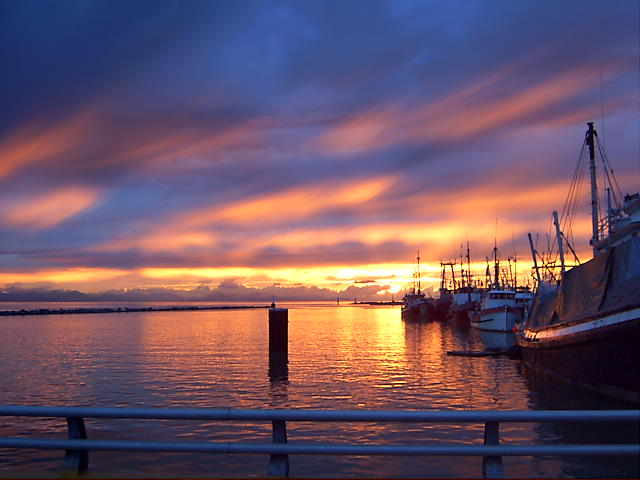
Fiskeläget Steveston

Richmond är en stad i Metro Vancouver i British Columbia i Kanada. Den ligger mellan två grenar av floden Fraser. Den ligger söder om Vancouver och Burnaby, väster om New Westminster och norr om Delta.  Staden hade 186 628 invånare år 2007, vilket gör det till den fjärde folkrikaste kommunen i Metro Vancouver och 25:e folkrikaste i landet.
Kommunal status beviljades 1879 och 1990 blev Richmond stad. Under 2009 startade tunnelbanan Vancouver SkyTrain trafik till Richmond. I staden ligger också Vancouver International Airport.